# Valle del Ambroz
El Valle del Ambroz es una comarca natural, enclavada al norte de la provincia de Cáceres y al sur del sistema Central. 
Limita con las comarcas de Las Hurdes y Tierras de Granadilla al oeste, el Valle del Jerte al este, Plasencia al sur, así como la provincia de Salamanca al norte (Sierra de Béjar). 
La Mancomunidad de municipios de este valle está formada por ocho localidades y su capital comarcal es Hervás. Esta mancomunidad no incluye a todos los municipios de la comarca natural, los cuales están adscritos a otras mancomunidades colindantes.
Con montañas que superan los 2000 metros y tienen nombre propio como el Pinajarro, el Valdeamor o El Camocho, y zonas de vega y dehesa a casi solo 450 metros de altitud. Con abundancia de agua, gargantas y ríos, la Garganta Ancha, el río Santihervás o el río Ambroz, que da nombre al valle.
Su privilegiada situación proporciona inviernos suaves y veranos frescos. 
El valle lo cruza el Río Ambroz y la calzada romana conocida como la Vía de la Plata de norte a sur, así como la N-630 (Gijón-Sevilla) y la A-66.

## Flora y fauna
En los cursos de agua rápida que riegan el valle podemos encontrar especies protegidas como el desmán ibérico. Además, dentro de la flora, destacan adobes y castaños en la zona alta del valle y cerezos, ciruelos y huertas en la zona baja de este. 

## Historia
Su historia viene marcada también por sus montañas, entre las cuales se abría el paso hacia el norte, y eso facilitó la existencia de muchas vías de comunicación, primero la Vía romana de La Plata, después las cañadas y cordeles, como las Cañadas Reales Soriana Occidental y la Vizana, más tarde la vía del tren, y hoy la carretera nacional N-630 (Gijón-Sevilla) y la autovía A-66.

### Época prerromana
Celtíberos y vetones fueron los primeros pobladores de los que se tiene constancia. Los vetones, un pueblo ganadero que ya en la edad de hierro les gustaban fortificar sus poblados, situándolos en montículos y a orillas de los ríos. Se tiene constancia de diferentes asentamientos de origen vetón en la zona como es el asentamiento de El Berrocalillo en el término municipal de Plasencia, el asentamiento de El Castillejo en el término de Santa Cruz de Paniagua, el asentamiento de Cabezagorda entre los términos de Villar de Plasencia y Jarilla y el yacimiento de El Gordo entre los términos municipales de Cabezabellosa, Plasencia y Villar de Plasencia. También, se tiene constancia de otros dos asentamientos de posible, pero dudoso origen vetón debido a su diferente tipología, siendo así un castro en Cabezabellosa y el castro de El Picute en Segura de Toro, el cual es relativamente pequeño, apenas una hectárea, pero se puede observar la existencia de un doble recinto amurallado concéntrico, con una entrada en la zona noreste e incluso siguiendo las pautas de un control visual del valle, hacia el sur casi hasta el yacimiento de El Berrocalillo, como en dirección norte hacia Baños de Montemayor y por tanto la comunicación con la meseta.
Del anterior posible castro en Segura de Toro sobrevive la Escultura del Toro de Segura, de cultura vetona. Otro posible yacimiento y de los más espectaculares es el de “Piedras Labradas” situado a más de 1000 metros de altitud en el término municipal de Jarilla. Esta construcción estaba edificada con unos bloques graníticos tallados con una gran precisión, característica que dio motivó el topónimo del lugar donde se encuentran las ruinas. El origen del templo es incierto, ya que los romanos no solían construir a tanta altitud. Algunos historiadores consideran que se trata de un posible asentamiento vetón.
También existen otras teorías al respecto que indican que la construcción podría servir de puesto de vigilancia y comunicación en este tramo de la Vía de La Plata. También podría funcionar como punto de abastecimiento de agua para la ciudad romana de Cáparra, debido a la existencia de un manantial de agua en las inmediaciones y a la cercanía de Cáparra. Se trata de un yacimiento bastante bien conservado, que ha logrado sobrevivir al paso de los años y al de los expoliadores.

### Época romana
La dominación romana fue muy importante para la consolidación de la comarca, dada la cantidad y calidad de los vestigios que se encuentran, desde epígrafes a vestigios arquitectónicos. Construyeron la Calzada de la Plata, que atraviesa de norte a sur el Valle del Ambroz. Las termas romanas de Baños de Montemayor, el Puente de Abadía, y la Villa Romana de la Granjuela, situada en Casas del Monte. En el cerro de Piedraslabradas se conservan restos de un pequeños templo romano que mira al valle por donde discurre la calzada romana.
Es frecuente el hallazgo de restos de época romana en este término municipal, situado en las proximidades de la antigua ciudad romana de Cáparra, en donde debieron existir abundantes asentamientos rurales. De algunos de estos proceden inscripciones romanas, entre la que destaca una, la de ...ONGIVS con un interesante relieve muy rural en la que representa a dos individuos, de diferente edad. togados ambos que se hallan situados sobre sendas columnas. Los dos personajes parecen sostener o intercambiar objetos rituales. Por otra parte, también ilustra su influencia romana la proximidad a Baños de Montemayor donde la Vía de la Plata separa las diócesis de Coria y Plasencia.
En el término municipal de Zarza de Granadilla se encontró una necrópolis de época visigoda que fue excavada. De ella proceden algunos broches de cinturón depositados en el Museo de Cáceres y estos de esta época en las pizarras de Abadía.
De Casas del Monte se encuentran pilas y tumbas antropomórficas que abarcan desde el periodo del Imperio Romano hasta el año 1300 aproximadamente. De la época romana quedan restos en la Granjuela, en la que se ha encontrado un mausoleo octagonal del siglo IV al lado de las ruinas de la villa romana.

### Al-Ándalus
Con la llegada de los árabes, cultivaron el valle durante cuatro siglos dejando vestigios de su cultura: el palacio renacentista de Sotofermoso en Abadía, llamado de los “Duques de Alba” con jardines renacentistas y claustro de estilo mudéjar.
Los judíos tras la invasión árabe del 711, vivieron sin molestias ya que los árabes se mostraron tolerantes con las religiones de El Libro. El legado judío dejó una huella de sus siglos de permanencia en el Barrio Judío de Hervás, conjunto histórico-artístico y miembro de la Red Nacional de Juderías. Este barrio se agrupa en torno al antiguo Castillo templario. Esto debió seguir así hasta la llegada de los almorávides, más intolerantes.

### Reconquista
En época de reconquista participaron en todo el proceso de repoblación de estas tierras. En la reconquista tuvo en tratamiento por parte de los castellanos semejante al resto de la trasierra. De la época se encuentra la zona de los castillos de Segura y otro cercano en Granadilla.
La zona a partir de la reconquista se presentaba despoblada. En el año 1160 el rey Fernando II de León conquista Granada (actual Granadilla), que hasta entonces había pertenecido a los árabes, otorgándole el título de Villa en 1170. El proceso repoblador se inicia con la reconquista de Plasencia por Alfonso VIII de Castilla y refundada en 1186 sobre un lugar despoblado al que se conocía por Ambroz, con el lema "Ut placeat Deo et Hominibus" (para agrado de Dios y de los hombres). En el  año 1190, el Rey Alfonso VIII, tras de fundar Plasencia y concederle sus fueros, concedió a la Zarza la categoría de "Villa, con todos sus fueros".
En el año 1189, Plasencia se convirtió en sede de un nuevo obispado por Bula del papa Clemente III y se le otorgaba jurisdicción sobre Trujillo, Medellín, Monfragüe y Santa Cruz de la Sierra, a la vez que se le concedían unos términos para repoblar que se extendían desde las sierras de Béjar hasta Trujillo. 
La historia de la mitad norte del valle, donde se halla Hervás, siempre estuvo ligada a Castilla y a la Comunidad de villa y tierra de Béjar, de la cual formó parte hasta que en 1833 con la reforma provincial de Javier de Burgos pasó a formar parte de Extremadura. La mitad sur del valle, por el contrario, perteneció al Sexmo de Plasencia y a las Tierras de Granadilla.

### Actualidad
En el año 1996 se conformó Mancomunidad  agrupando sólo a los ocho municipios del margen derecho del río Ambroz con el fin de prestar servicios de urbanismo, gestión de residuos sólidos urbanos, abastecimiento de agua y evacuación de aguas residuales, infraestructura viaria, atención social, actividad turística, promoción del deporte, la cultura y las tecnologías de información y comunicación.

## Municipios

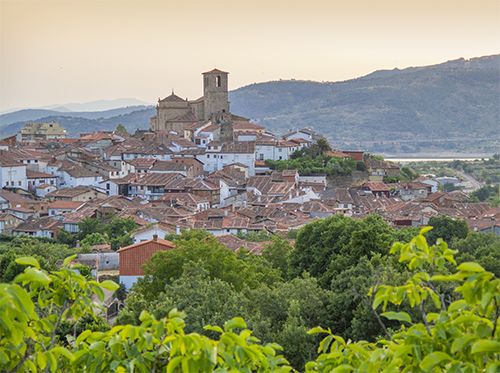
Panorámica de Hervás, situado en la falda de la montaña.

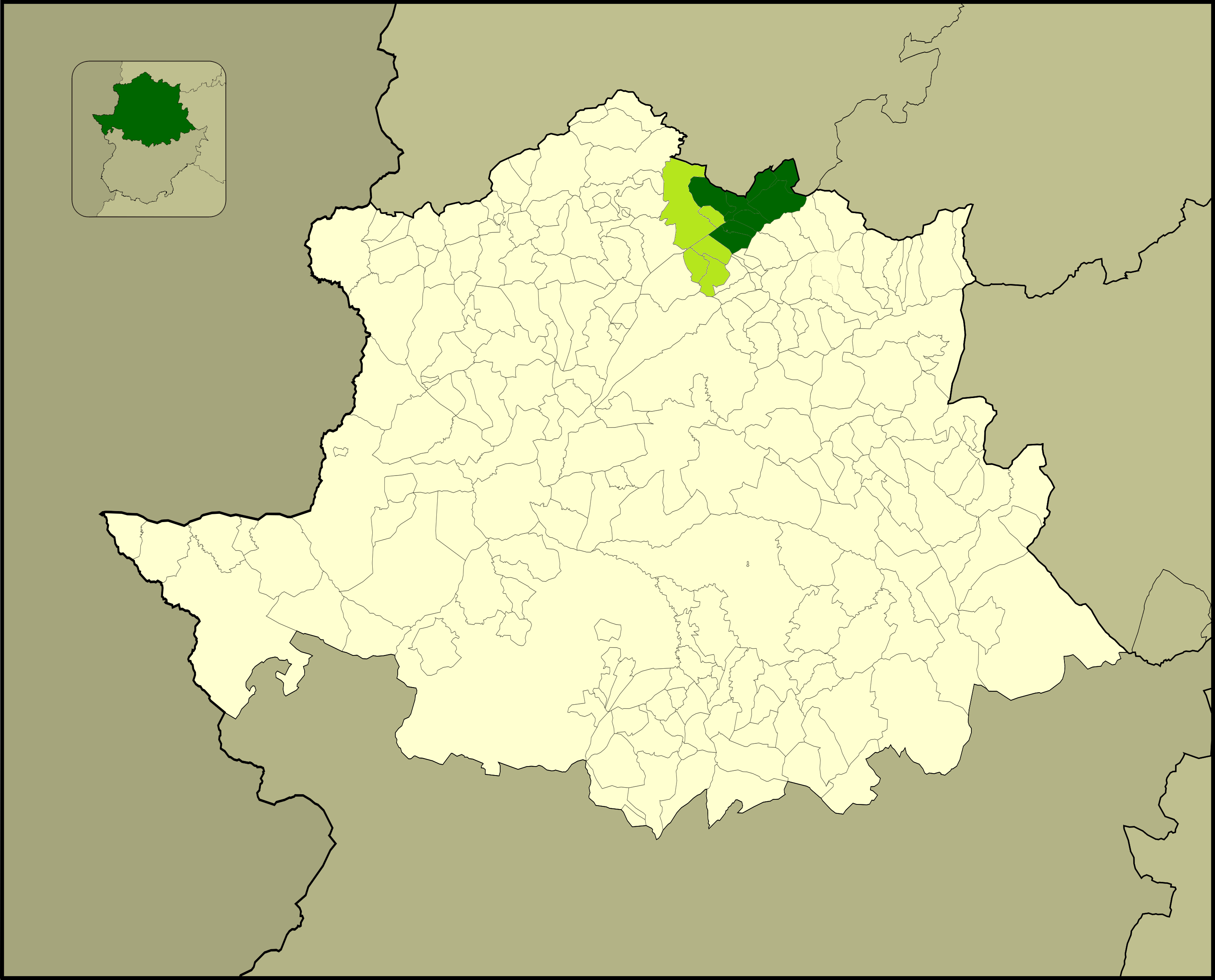
Comarca natural del Valle del Ambroz con los municipios pertenecientes a la mancomunidad diferenciados en un tono más oscuro

| Municipio                            | Población   | Superficie | Densidad      | Pertenece a la macomunidad |
| ------------------------------------ | ----------- | ---------- | ------------- | -------------------------- |
| Abadía                               | 337         | 45,08      | 7,48          | Sí                         |
| Aldeanueva del Camino                | 754         | 19,70      | 38,27         | Sí                         |
| Baños de Montemayor                  | 774         | 21,98      | 35,21         | Sí                         |
| Casas del Monte                      | 823         | 27,61      | 29,81         | Sí                         |
| La Garganta                          | 412         | 24,08      | 17,11         | Sí                         |
| Gargantilla                          | 401         | 20,87      | 19,21         | Sí                         |
| Hervás                               | 4.102       | 59,78      | 68,62         | Sí                         |
| Segura de Toro                       | 188         | 15,36      | 12,24         | Sí                         |
| Mancomunidad del Valle del Ambroz    | 7.791 hab.  | 234 km²    | 33,29 hab/km² |                            |
| La Granja                            | 342         | 14,94      | 22,89         | No                         |
| Jarilla                              | 140         | 28,47      | 4,92          | No                         |
| Zarza de Granadilla                  | 1.822       | 133,56     | 13,64         | No                         |
| Cabezabellosa                        | 362         | 33,56      | 10,79         | No                         |
| Villar de Plasencia                  | 234         | 25,2       | 9,29          | No                         |
| Comarca natural del Valle del Ambroz | 10.691 hab. | 446,96 km² | 23,91 hab/km² |                            |

Datos según padrón municipal del INE en 01/01/2017.

Dentro del valle del río también se encuentra la antigua ciudad romana de Cáparra, perteneciente al término municipal de Guijo de Granadilla en la actualidad. Cerca de Zarza de Granadilla está el pueblo abandonado de Granadilla.